# Sinfjøtle
Sinfjøtle er en nordisk sagnfigur tilhørende vølsungeslægten. Han blev til i blodskam mellem Signe og hendes tvillingebror Sigmund.
Navnets betydning er ukendt, men det har været benyttet som drengenavn i Norge, en parallel til gammelhøjtysk Sintarfizilo. I Beowulfkvadet hører vi om en Sigemund Wælsing, der sammen med sin søstersøn Fitela nedlagde mangen kæmpe.

## Sinfjøtles død
Der er sandsynligvis tale om et folkesagn, bygget over tabte kvad. Handlingen fortælles udførligere i Vølsunga saga.
Odins ætling Sigmund Vølsungssøn var konge i Frankland. Hans ældste søn var Sinfjøtle, den næstældste Helge (Hundingsbane) og den tredje Håmund. De var halvbrødre med hver sin mor, og Sigmunds dronning, Borghild, havde en bror, der bejlede til den samme kvinde som Sinfjøtle. Det endte med, at Sinfjøtle dræbte sin rival, og Borghild bad han rejse sin vej, selv om han tilbød hende pengebøder for tabet af broren. Hun turde ikke at afslå, men ved gravøllet var det Borghild, der bar øl rundt. Sin stedsøn bød hun et drikkehorn med forgiftet drikke, og han afslog. Men hun kom tilbage med hornet og hånede ham for ikke at tømme det. Sinfjøtle sagde til sin far, at der var grums i øllet, men Sigmund svarede, at han kunne si det gennem sit skæg. Så drak Sinfjøtle og døde straks.
Sigmund tog den døde søn i armene og gik af sted, til han nåede en lang, smal fjord, hvor en gammel mand ventede i en lille båd og tilbød at sætte Sigmund over. Men da Sigmund havde lagt den døde i båden, var der ikke plads til ham selv. Den gamle lagde straks fra land, og både han og båden var borte i samme nu.

## I folkeviser
I nordiske folkeviser lever Sinfjøtle videre som Svend Felding. Her er han blevet en af Holger Danskes kæmper, og optræder i to folkeviser, hvor han dræber henholdsvis en kæmpe og en tysk prinsesses bedste kriger i et kap-ridt. Visen om Svend og dronning Jutte er rimeligvis digtet i Danmark ved Erik Plovpennings bryllup i 1239 med den saksiske fyrstedatter Jutte (Judith).
I en norsk folkevise er han stadig dansker, men planlægger en valfart til Rom, og ender med undervejs at redde en prinsesse fra en trold. I 1400-tallet har han været en kendt skikkelse også i Sverige, hvor kampen mod trolden blev malet på en kirkehvælving i Sødermanland. Herberget for danske pilgrimme kan være et minde om det gæstehus, Erik Ejegod oprettede i Lucca i 1098.